# Mohel

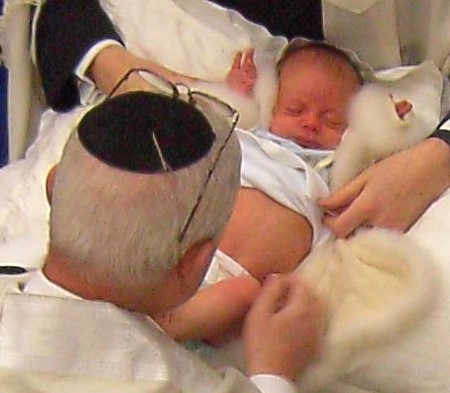
Fotografía que retrata el ritual de la circuncisión.

El mohel (en hebreo: מוהל, en plural: mohelim) es el que lleva a cabo el Brit Milá, según la tradición judía, es decir, la circuncisión ritual de un bebé en el octavo día después de su nacimiento. En el judaísmo moderno, la circuncisión es realizada por un mohel, un especialista con un conocimiento profundo del procedimiento y ritual. Bíblicamente, el mandamiento de la circuncisión se dirige al padre del niño, sin embargo, la mayoría de padres judíos prefieren delegar el Brit Milá con un mohel. Hay una costumbre para el mohel, hacer su primera circuncisión con su propio hijo, si es posible, bajo la dirección de su maestro. El movimiento reformista, forma y acredita mohelim.